# Cyperus albopurpureus
Cyperus albopurpureus är en halvgräsart som beskrevs av Henri Chermezon. Cyperus albopurpureus ingår i släktet papyrusar, och familjen halvgräs. Inga underarter finns listade i Catalogue of Life.